# عنکبوت زجاجی
عنکبوت زجاجی (به فرانسوی: L’Araignée de verre) نام یک کتاب ادبی است که توسط موریس مترلینک، نویسندهٔ اهل بلژیک نوشته شده‌است.